# Коксагиз
Коксаги́з (каз. Көксағыз) — село у складі Тюлькубаського району Туркестанської області Казахстану. Входить до складу Мічурінського сільського округу.
До 2007 року село називалось Каучук.
Населення — 901 особа (2021; 984 у 2009, 845 у 1999, 756 у 1989).

## Відомі особистості
В поселенні народився:
- Алібеков Канатжан Байзакович (* 1950) — вчений-мікробіолог.